# Oplopanax
Oplopanax ist eine Pflanzengattung innerhalb der Familie der Araliengewächse (Araliaceae). Die nur drei Arten sind in Ostasien und Nordamerika verbreitet.  Eine dieser Arten, die Igelkraftwurz (Oplopanax horridus), wird aufgrund der bemerkenswert gefärbten Früchte als Zierpflanze in Parks und Gärten verwendet.

## Beschreibung

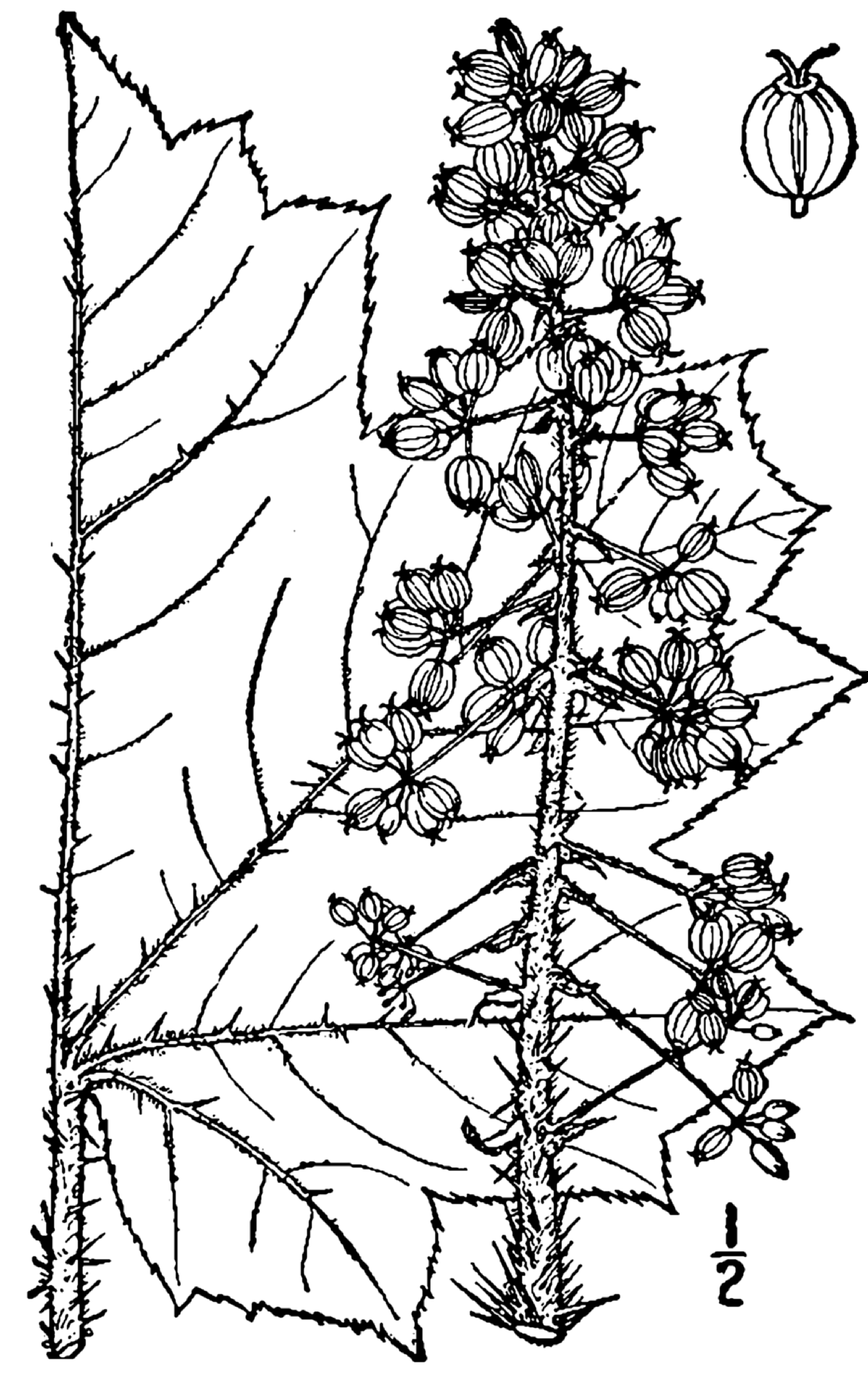
Illustration der Igelkraftwurz (Oplopanax horridus)

### Vegetative Merkmale
Oplopanax-Arten wachsen als sommergrüne, wenig verzweigte Sträucher. An den relativ dicken, starren Ästen befinden sich dicht zusammenstehende bis zu 1,5 Zentimeter lange, borstige Stacheln. 
Die wechselständig angeordneten Laubblätter sind einen relativ langen Blattstiel und eine Blattspreite gegliedert. Die Blattspreiten sind rundlich-eiförmig und handförmig gelappt mit fünf bis sieben Blattlappen. Der Blattrand ist gesägt. Nebenblätter fehlen.

### Generative Merkmale
An den Zweigenden stehen in 8 bis 15 Zentimeter langen doppeltraubigen Blütenständen viele Blüten zusammen. Die grünlich-weißen, relativ kleinen und unscheinbaren Blüten sind zwittrig oder männlich. Die Blüten sind radiärsymmetrisch und fünfzählig doppelter Blütenhülle. Der Kelch besteht nur aus undeutlichen Kelchzähnen. Die fünf Kronblättern sind „klappig“. Es ist nur ein Kreis mit fünf Staubblättern vorhanden. Der unterständige Fruchtknoten ist mehrfächrig. Es sind zwei Griffeln vorhanden.
Die beerenartigen, zweifächrigen Steinfrüchte sind bei einem Durchmesser von etwa 8 Millimetern kugelig eiförmig, etwas abgeflacht und bei Reife von glänzender scharlachroter Farbe. Die beiden Steinkerne sind abgeflacht.

## Systematik und Verbreitung
Die Gattung  Oplopanax wurde 1863 von Friedrich Anton Wilhelm Miquel in Annales Musei Botanici Lugduno-Batavi, Band 1, S. 16, aufgestellt. Der wissenschaftliche Name Oplopanax leitet sich vom griechischen Wort hópla für Waffe ab, dies weist auf die Stacheln der Art hin und vom Gattungsnamen Panax; damit wird ausgedrückt, dass die Gattung Oplopanax der Gattung Panax nahesteht, aber mit Stacheln bewehrt ist. Basionym ist ein innerhalb der Gattung Panax unbestimmt gewesenes Taxon Oplopanax Torr. & A.Gray. Typusart ist Oplopanax horridus (Sm.) Miq. Synonyme für Oplopanax Miq. sind Echinopanax Decne. & Planch. ex Harms und Ricinophyllum Pall. ex Ledeb. nom. inval.
Die Gattung Oplopanax gehört zur Unterfamilie Aralioideae innerhalb der Familie der Araliengewächse (Araliaceae).
Die drei Oplopanax-Arten haben mit dem nordöstlichen China, dem südöstlichen Russland sowie mit Korea und Japan asiatische Vorkommen. Die nordamerikanischen Verbreitungsgebiete sind im subarktischen Amerika Alaska und Yukon. Weiter südwärts werden die kanadischen Provinzen British Columbia, Alberta und Ontario sowie die US-amerikanischen Bundesstaaten Washington, Oregon, Idaho, Montana und Michigan besiedelt.
Die Gattung Oplopanax enthält nur drei Arten:
- Oplopanax elatus Nakai: Sie kommt in Korea, im südlichen Teil der russischen Region Primorje und im östlichen Jilin vor.[3][7] Die Chromosomenzahl beträgt 2n = 48.[9]
- Igelkraftwurz[1] (Oplopanax horridus Miq.): Sie kommt von Alaska bis in die nordwestlichen USA und auf der kanadischen Insel des Lake Superior.[7] Die Chromosomenzahl beträgt 2n = 48.[9]
- Oplopanax japonicus (Nakai) Nakai: Sie kommt in Japan vor.[7]

## Verwendung
Eine Art, die Igelkraftwurz (Oplopanax horridus), wird aufgrund der beeindruckenden Früchte als Zierstrauch verwendet.